# ショッピングひまわり
株式会社ショッピングひまわりは、かつて埼玉県で「ショッピングひまわり」の屋号でスーパーマーケットを展開していた企業。

## 概要
1972年に会社が設立された。CGCグループの加盟企業でもあった。全盛期には埼玉北部に10店舗、他の中小スーパーと提携を組み仕入れ先を１つにするアインツグループを設立。ひまわりはアインツグループのコアメンバーだった。
2003年に埼玉県内でディスカウントストアやパチンコ店を運営する武蔵産業に買収され、武蔵産業の子会社となり、創業から会社を支えてきた創業者一族はスーパー業から撤退。営業スタイルをディスカウントスーパーに変更。
2009年に不正競争防止法違反（食品偽装問題）で社員が逮捕される事件が起きた（後述の#食品偽装問題）。
2014年8月15日　親会社の武蔵産業と共に東京地方裁判所へ民事再生法の適用を申請し、同日保全命令を受けた。
2016年6月30日に法人格が消滅した。

## 店舗
このうち、経営破綻直前まで営業していたのは伊奈中央店だけであった。
- 本店（閉鎖後一時酒量販店として営業）
- 青葉団地店
- 羽生東店
- 宮代店(現在、ドラッグストア　セキ宮代店)
- 鷲宮団地店
- 鷲宮旭町店
- 久喜本町店
- 幸手香日向店(武蔵産業が2009年9月、激安市場 幸手香日向店を開店)
- 五霞原宿台店(2010年9月閉店。現在、ウエルシア茨城五霞店)
- 伊奈中央店(ギガ物産に譲渡され、2015年2月ギガパール伊奈店としてリニューアル)

## 食品偽装問題
2008年7月から9月にかけて、幸手香日向店など3店舗で、北海道小樽市の業者が製造した生キャラメルをパック詰めし、「花ばたけぼくじょうの生キャラメル」のラベルを貼り、タレントの田中義剛が経営する「花畑牧場」製の生キャラメルと混同させるような宣伝・販売をしていたことがわかった。同年10月から花畑牧場側が埼玉県警に偽物が売られていると告訴、県警は2009年3月12日に仕入担当の係長を不正競争防止法違反（混同惹起）容疑で逮捕した。また、捜査の過程で、花畑牧場製の生キャラメルと同じ物か成分の分析を行っていたところ、久喜本町店で販売した生キャラメル1袋（10粒入り）からメラミン0.5ppmを検出したと2008年10月24日に発表した。健康被害の報告はない。県警は混入の経緯も調べている。これを受け同社は生キャラメルを購入した客に返金の措置を執った。返金額や生キャラメルの売れ残りなど損失は60万円以上となり、2009年2月に幸手香日向店など4店を閉鎖している。